# Melchora Aquino
Melchora Aquino de Ramos, född 6 januari 1812, död 2 mars 1919, var en filippinsk revolutionär och frihetshjälte. Hon är också känd som "Tandang Sora", och som "den filippinska revolutionens mor".
Aquino gömde sjuka och skadade revolutionärer i sin affär, under den filippinska revolutionen 1896. Hennes hus var också mötesplats för revolutionärerna. För detta arresterades Aquino och deporterades till Guam.  
Efter att USA tog kontroll över Filippinerna återvände Aquino, och bodde på Filippinerna till sin död den 2 mars 1919. Hon blev 107 år gammal.
1951 blev Aquino den första filippinska kvinna att porträtteras på en sedel.  